# Église Saint-Honoré de Thénezay
L'église Saint-Honoré est l'église catholique de Thénezay dans les Deux-Sèvres. Elle dépend du diocèse de Poitiers et elle est dédiée à saint Honoré, martyrisé à Thénezay en 1250.

## Histoire et description
Une église dédiée à saint Pierre est attestée au IXe siècle dans le village. Ensuite, une église est édifiée au XIe siècle d'architecture romane à l'emplacement de l'église Saint-Honoré actuelle, mais orientée différemment. Dédiée d'abord à saint Mathias, elle reçoit le vocable de saint Honoré au XVe siècle, martyr des environs de Thénezay, et conserve la relique de son crâne. L'église est réaménagée à plusieurs reprises, notamment en 1685, 1753 et 1784. L'église est fermée de 1791 à 1802.
Son mauvais état oblige à la démolir totalement à la fin du XIXe siècle. Elle est reconstruite entre 1901 et 1903 dans le style néo-roman avec un haut clocher, selon les plans de l'architecte Girard de Niort. Elle est consacrée le 17 octobre 1903 par Mgr Pelgé. Elle possède trois nefs éclairées par des vitraux richement colorés. Les stalles du chœur, datant du XVIIIe siècle, ont été achetées en 1825 par l'abbé de la Roche, curé de la paroisse ; elles proviennent de l'abbaye cistercienne désaffectée du Pin de Béruges,. Elles ont été replacées dans l'église actuelle en 1903. Deux ans plus tard, l'église selon la loi est confisquée au diocèse pour devenir propriété de la commune qui se charge désormais de son entretien. Le maître-autel de marbre blanc à colonnes offert en 1903 par la comtesse de Talhouët-Roy a été vendu dans les années 1970 et remplacé par une table de bois face au peuple. Les vitraux du chœur sont issus de la maison Touan de Paris et représentent en médaillons la vie de Jésus.
En 2003, la cloche principale s'effondre ; une nouvelle cloche est refondue à partir de l'ancienne par la maison Bollée d'Orléans et financée par souscription. L'évêque de Poitiers la bénit le 11 octobre 2003.
Aujourd'hui, la paroisse de Thénezay n'existe plus et son ancien territoire fait partie du regroupement paroissial de Saint-Jacques-en-Gâtine (comprenant une soixantaine de clochers). La messe dominicale n'est plus célébrée qu'épisodiquement dans ce bourg comptant près de 1 400 habitants. L'église ouvre pour des mariages et des enterrements.

## Reliques
L'église de Thénezay possède des reliques de saint Honoré dont son crâne qui était à l'origine placé dans une châsse d'ébène datant de 1695 et offerte par le duc de La Meilleraye, seigneur de Thénezay. En 1793, des iconoclastes révolutionnaires jettent le crâne de saint Honoré sur les marches de l'église. Les fragments recueillis par une paroissienne sont placés dans un coffre vitré, puis, en 1834, dans une nouvelle châsse de bois peint et ensuite dans un reliquaire en cuivre doré tel qu'on le voit aujourd'hui.